# Campeonato Iberoamericano de Atletismo de 2024
El XX Campeonato Iberoamericano de Atletismo se celebró en la ciudad de Cuiabá (Brasil) del 10 al 12 de mayo de 2024, en la pista de atletismo de la Universidad Federal de Mato Grosso.

## Países participantes
| América Central, América del Norte y el Caribe | Sudamérica | Europa                                          | África                                                                           |
| --- | --- | ----------------------------------------------- | -------------------------------------------------------------------------------- |
| - Costa Rica (CRC) - Cuba (CUB) - El Salvador (ESA) - Honduras (HON) - México (MEX) - Panamá (PAN) - Puerto Rico (PUR) - República Dominicana (DOM) | - Argentina (ARG) - Bolivia (BOL) - Brasil (BRA) - Chile (CHI) - Colombia (COL) - Ecuador (ECU) - Paraguay (PAR) - Perú (PER) - Uruguay (URU) - Venezuela (VEN) | - Andorra (AND) - España (ESP) - Portugal (POR) | - Angola (ANG) - Cabo Verde (CPV) - Guinea-Bisáu (GBS) - Guinea Ecuatorial (GEQ) |

## Resultados

### Masculino
| PRUEBA                               |                                                                                            | |                                                                                     |
| ------------------------------------ | ------------------------------------------------------------------------------------------ | --- | ----------------------------------------------------------------------------------- |
| 100 m (10 de mayo)                   | Felipe Bardi (10.14)                                                                       | José González (10.25)                                                                                           | Neiker Jesús Abelló (10.26)                                                         |
| 200 m (12 de mayo)                   | José González (20.27)                                                                      | Juan Ignacio Ciampitti (20.48)                                                                                  | Erik Cardoso (20.50)                                                                |
| 400 m (11 de mayo)                   | Elian Larreguina (45.27)                                                                   | Omar Elkhatib (45.46)                                                                                           | Anthony José Zambrano (46.05)                                                       |
| 800 m (11 de mayo)                   | Chamar Abdul Chambers (1:45.27)                                                            | José Antonio Maita (1:45.55)                                                                                    | Rafael Muñoz (1:46.37)                                                              |
| 1500 m (12 de mayo)                  | Thiago André (3:39.60)                                                                     | Víctor Ortiz (3:40.65)                                                                                          | Carlos Sáez (3:41.07)                                                               |
| 3000 m (10 de mayo)                  | David Ninavia (8:05.26)                                                                    | Ignacio Velásquez (8:05.57)                                                                                     | Pedro Alejandro Marín (8:10.22)                                                     |
| 5000 m (11 de mayo)                  | Altobeli Santos da Silva (14:27.38)                                                        | Pedro Alejandro Marín (14:27.65)                                                                                | Wendell Jerónimo Souza (14:27.73)                                                   |
| 10 km ruta (12 de mayo)              | Ilias Fifa (29:41)                                                                         | Miguel Baidal (30:00)                                                                                           | Fabio Jesus Correia (30:06)                                                         |
| 3000 m obst. (10 de mayo)            | Alejandro Quijada (8:36.03)                                                                | Altobeli Santos da Silva (8:37.13)                                                                              | Didier Rodríguez (8:39.22)                                                          |
| 110 m vallas (12 de mayo)            | Eduardo Rodrigues (13.24)                                                                  | Rafael Pereira (13.35)                                                                                          | Kevin Sánchez (13.43)                                                               |
| 400 m vallas (11 de mayo)            | Mikael Jesus (49.20)                                                                       | Guillermo Campos (49.27)                                                                                        | Yeral Núñez (49.60)                                                                 |
| Salto de altura (12 de mayo)         | Edgar Rivera (2.20)                                                                        | Thiago Moura (2.20)                                                                                             | Fernando Ferreira (2.15)                                                            |
| Salto con pértiga (12 de mayo)       | Aleix Pi (5.45)                                                                            | Isidro Leyva (5.45)                                                                                             | Lucas Alisson (5.25)                                                                |
| Salto de longitud (11 de mayo)       | Emiliano Lasa (7.98)                                                                       | Arnovis de Jesús Dalmero (7.97)                                                                                 | Lucas Marcelino dos Santos (7.91)                                                   |
| Triple salto (12 de mayo)            | Almir dos Santos (17.31)                                                                   | Andy Hechavarría (16.93)                                                                                        | Geiner Moreno (16.54)                                                               |
| Lanzamiento de peso (10 de mayo)     | Francisco Belo (20.78)                                                                     | Darlan Romani (20.53)                                                                                           | Welington Silva Morais (20.51)                                                      |
| Lanzamiento de disco (11 de mayo)    | Wellinton Fernandes da Cruz (62.31)                                                        | Diego Casas (61.91)                                                                                             | Mario Alberto Díaz (61.38)                                                          |
| Lanzamiento de martillo (10 de mayo) | Humberto Mansilla (75.08)                                                                  | Jerome Ernesto Vega (73.20)                                                                                     | Ronald Mencía (73.20)                                                               |
| Lanzamiento de jabalina (12 de mayo) | Pedro Henrique Rodrigues (85.11)                                                           | Leandro Ramos (83.09)                                                                                           | Luiz Mauricio da Silva (82.02)                                                      |
| Decatlón (11 de mayo)                | Andy Federico Preciado (7913)                                                              | Santiago Ford (7892)                                                                                            | Felipe Vinícius dos Santos (7547)                                                   |
| 20 km marcha (11 de mayo)            | Matheus Gabriel de Liz (1:23:51)                                                           | Álvaro López (1:24:32)                                                                                          | Luis Henry Campos (1:24:54)                                                         |
| Relevo 4 x 100m (12 de mayo)         | Brasil (39.19) Rodrigo do Nascimento · Felipe Bardi · Erik Cardoso · Vinícius Rocha Moraes | Colombia (39.23) Neiker Abelló · Carlos Florez Angulo · Óscar Manuel Baltán · Jhony Rentería                    | Argentina (39.85) Daniel Londero Tomás Mondino Juan Ignacio Ciampitti Franco Florio |
| Relevo 4 x 400m (12 de mayo)         | México (3:05.73) Edgar Ramírez · Valente Mendoza · Guillermo Campos · Alejandro Díaz       | Colombia (3:07.09) Jhon Alejandro Perlaza · Luis Eduardo Arrieta · Manuel Fernando Henao · Raúl Junior Palacios | Ecuador (3:08.47) Alan Minda · Steeven Salas · Katriel Angulo · Anderson Marquínez  |

### Femenino
| PRUEBA                               | |                                                                                                  |                                                                                                |
| ------------------------------------ | --- | ------------------------------------------------------------------------------------------------ | ---------------------------------------------------------------------------------------------- |
| 100 m (10 de mayo)                   | Gladymar Torres (11.21)                                                                                           | Vitoria Cristina Silva (11.23)                                                                   | Angela Gabriela Tenorio (11.26)                                                                |
| 200 m (12 de mayo)                   | Aimara Nazareno (23.07)                                                                                           | Gabriela Anahí Suárez (23.20)                                                                    | Ana Carolina Azevedo (23.31)                                                                   |
| 400 m (11 de mayo)                   | Gabriella Scott (50.99)                                                                                           | Anabel Medina (51.35)                                                                            | Nicole Dayci Caicedo (51.65)                                                                   |
| 800 m (11 de mayo)                   | Berdine Castillo (2:00.84)                                                                                        | Jaqueline Beatriz Weber (2:01.64)                                                                | Déborah Rodríguez (2:03.32)                                                                    |
| 1500 m (12 de mayo)                  | María Pía Fernández (4:11.65)                                                                                     | Anita Poma (4:12.33)                                                                             | Alma Delia Cortés (4:12.36)                                                                    |
| 3000 m (10 de mayo)                  | Alma Delia Cortés (9:09.52)                                                                                       | Fedra Aldana Luna (9:12.71)                                                                      | Carolina Lozano (9:17:59)                                                                      |
| 5000 m (11 de mayo)                  | Laura Priego (16:13.97)                                                                                           | Micaela Rivera (16:14.56)                                                                        | Carolina Lozano (16:16:84)                                                                     |
| 10 km ruta (12 de mayo)              | Mary Zenaida Granja (34:25)                                                                                       | Silvia Patricia Ortiz (34:43)                                                                    | Alicia Berzosa (35:04)                                                                         |
| 3000 m obst. (10 de mayo)            | Tatiane Raquel Da Silva (9:46.25)                                                                                 | Simone Ponte (9:52.93)                                                                           | Alondra Negrón (10:01.19)                                                                      |
| 100 m vallas (12 de mayo)            | Paola Alejandra Vázquez (13.03)                                                                                   | Ketiley Batista (13.22)                                                                          | Paula Blanquer (13.33)                                                                         |
| 400 m vallas (11 de mayo)            | Grace Claxton Joseph (55.41)                                                                                      | Daniela Fra (55.73)                                                                              | Chayenne Pereira da Silva (56.22)                                                              |
| Salto de altura (10 de mayo)         | Valdielia Martins (1.88)                                                                                          | Marysabel Senyu (1.86)                                                                           | María Isabel Arboleda (1.86)                                                                   |
| Salto con pértiga (10 de mayo)       | Robeilys Peinado (4.50)                                                                                           | Andrea San José (4.35)                                                                           | Katherin Stefanny Castillo (4.30)                                                              |
| Salto de longitud (10 de mayo)       | Natalia Carolina Linares (6.82)                                                                                   | Lissandra Maysa Campos (6.53)                                                                    | Eliane Martins (6.47)                                                                          |
| Triple salto (11 de mayo)            | Gabriele Sousa dos Santos (13.68)                                                                                 | Regiclécia Cándido da Silva (13.23)                                                              | Valeria Quispe (13.11)                                                                         |
| Lanzamiento de peso (11 de mayo)     | Eliana Bandeira (18.30)                                                                                           | Ivana Gallardo (17.26)                                                                           | Ana Caroline Miguel da Silva (17.18)                                                           |
| Lanzamiento de disco (11 de mayo)    | Izabela Rodrígues da Silva (63.60)                                                                                | Andressa Oliveira de Morais (60.37)                                                              | Silinda Morales (58.16)                                                                        |
| Lanzamiento de martillo (10 de mayo) | Rosa Andreina Rodríguez (70.95)                                                                                   | Ximena Zorrilla (68.47)                                                                          | Mayra Alexandra Gaviria (66.92)                                                                |
| Lanzamiento de jabalina (12 de mayo) | Flor Denis Ruiz (66.70)                                                                                           | Jucilene Sales de Lima (62.31)                                                                   | Manuela Rotundo (61.84)                                                                        |
| Heptatlón (12 de mayo)               | Martha Valeria Araujo (6274)                                                                                      | Lilian Borja (5637)                                                                              | Tamara de Souza (5617)                                                                         |
| 20 km marcha (11 de mayo)            | Evelyn Inga (1:32:46)                                                                                             | Paula Juárez (1:34:42)                                                                           | Gabriela de Souza Muniz (1:38:33)                                                              |
| Relevo 4 x 100m (12 de mayo)         | Brasil (43.54) Gabriela Mourão · Ana Carolina Azevedo · Lorraine Martins · Vitoria Cristina Rosa                  | Colombia (44.34) Marlet Ospino · Angélica María Gamboa · Laura Martínez Ibargüen · Evelin Rivera | Chile (44.56) Viviana Olivares · María Ignacia Montt · Isidora Jiménez · Anais Hernández       |
| Relevo 4 x 400m (12 de mayo)         | Brasil (3:30.72) Anny Caroline de Bassi · Maria Victória de Sena · Jainy Suelen dos Santos Barreto · Leticia Lima | Colombia ( 3:33.20) Rosana Palacios · Karla Vélez · Jennifer Padilla · Lina Esther Licona        | Ecuador ( 3:33.71) Virginia Villalba · Gabriela Anahi Suárez · Evelin Mercado · Nicole Caicedo |

### Mixto
| PRUEBA                       | | |                                                                                           |
| ---------------------------- | --- | --- | ----------------------------------------------------------------------------------------- |
| Relevo 4 x 400m (10 de mayo) | Brasil ( 3:17.85) Vitor Hugo de Miranda Maria Victoria Belo de Sena Tiago Lemes da Silva Leticia Maria Nonato Lima | Ecuador (3:23.63) Alan Aldair Minda Virginia Elizabeth Villaba Steeven Marcelo Salas Evelin Jimena Mecado | Colombia ( 3:25.10) Esteban Bermúdez Nahomy Castro Óscar Santiago Leal Paola Andrea Loboa |

## Medallero
Este fue el medallero final de la competición:
     País organizador
| Núm. | País                       | Oro | Plata | Bronce | Total |
| ---- | -------------------------- | --- | ----- | ------ | ----- |
| 1    | Brasil (BRA)               | 16  | 12    | 15     | 43    |
| 2    | España (ESP)               | 4   | 7     | 4      | 15    |
| 3    | Puerto Rico (PUR)          | 4   | 2     | 1      | 7     |
| 4    | Colombia (COL)             | 3   | 6     | 8      | 17    |
| 5    | Ecuador (ECU)              | 3   | 3     | 4      | 10    |
| 6    | México (MEX)               | 3   | 2     | 1      | 6     |
| 7    | Portugal (POR)             | 3   | 2     | 0      | 5     |
| 8    | Chile (CHI)                | 2   | 3     | 2      | 7     |
| 9    | Venezuela (VEN)            | 2   | 1     | 0      | 3     |
| 10   | Uruguay (URU)              | 2   | 0     | 2      | 4     |
| 11   | República Dominicana (DOM) | 1   | 3     | 1      | 5     |
| =    | Perú (PER)                 | 1   | 3     | 1      | 5     |
| 13   | Argentina (ARG)            | 1   | 2     | 3      | 6     |
| 14   | Bolivia (BOL)              | 1   | 0     | 1      | 2     |
| =    | Panamá (PAN)               | 1   | 0     | 1      | 2     |
| 16   | Cuba (CUB)                 | 0   | 1     | 3      | 4     |